# Chase Kalisz
Chase Kalisz (* 7. März 1994 in Baltimore) ist ein US-amerikanischer Schwimmer. Bei den Olympischen Sommerspielen 2020 wurde er Olympiasieger über 400 m Lagen. 

## Karriere
Kalisz wurde im Jahr 2013 über 400 m Lagen erstmals US-amerikanischer Meister. Bei den Weltmeisterschaften im selben Jahr wurde er hinter Daiya Seto Vizeweltmeister. 
Bei den Olympischen Sommerspielen 2016 gewann Kalisz über 400 m Lagen die Silbermedaille hinter Kōsuke Hagino. Im folgenden Jahr wurde Kalisz in Budapest Weltmeister über 200 m Lagen und über 400 m Lagen. Mit einer Zeit von 4:05,90 Minuten stellte er dabei über 400 m Lagen einen neuen Rekord bei Weltmeisterschaften auf.
Bei seinen zweiten Olympischen Spielen gewann Chalisz mit einer Zeit von 4:09,42 Minuten über 400 Meter Lagen seine erste olympische Goldmedaille.

## Auszeichnungen
Im Jahr 2018 wurde Kalisz von der Zeitschrift  Swimming World als US-amerikanischer Schwimmer des Jahres ausgezeichnet.